# ساكسون (كارولاينا الجنوبية)
ساكسون (بالإنجليزية: Saxon CDP, South Carolina)‏ هي منطقة سكنية تقع بولاية كارولاينا الجنوبية في الولايات المتحدة. تبلغ مساحتها 6.1 كم2، وترتفع عن سطح البحر 262 م، بلغ عدد سكانها 3,424 نسمة في عام 2010 حسب إحصاء مكتب تعداد الولايات المتحدة وتصل الكثافة السكانية فيها 561.3 نسمة لكل كيلومتر مربع (1,453.8/ميل2).

## التركيبة السكانية
حدّد مكتب تعداد الولايات المتحدة بيانات التركيبة السكانية لساكسون في تعداد الولايات المتحدة. في ما يلي، التركيبة السكانية حسب تعدادي 2000 و2010.

### تعداد عام 2000
بلغ عدد سكان ساكسون 3,707 نسمة بحسب تعداد عام 2000، وبلغ عدد الأسر 1,294 أسرة وعدد العائلات 854 عائلة مقيمة في المنطقة السكنية. في حين سجلت الكثافة السكانية 607.7 نسمة لكل كيلومتر مربع (1,573.9/ميل2). وبلغ عدد الوحدات السكنية 1,587 وحدة بمتوسط كثافة قدره 260.2 لكل كيلومتر مربع (673.9/ميل2).
وتوزع التركيب العرقي للمنطقة السكنية بنسبة 58.27% من البيض و32.26% من الأمريكيين الأفارقة و0.27% من الأمريكيين الأصليين و0.65% من الأمريكيين ذوي الأصول الآسيوية و0.03% من سكان جزر المحيط الهادئ و6.15% من الأعراق الأخرى و2.37% من عرقين مختلطين أو أكثر و12.19% من الهسبانيون أو اللاتينيون من أي عرق.
بلغ عدد الأسر 1,294 أسرة كانت نسبة 34.7% منها لديها أطفال تحت سن الثامنة عشر تعيش معهم، وبلغت نسبة الأزواج القاطنين مع بعضهم البعض 38.8% من أصل المجموع الكلي للأسر، ونسبة 18.6% من الأسر كان لديها معيلات من الإناث دون وجود شريك،  بينما كانت نسبة 8.6% من الأسر لديها معيلون من الذكور دون وجود شريكة وكانت نسبة 34% من غير العائلات. تألفت نسبة 27.7% من أصل جميع الأسر من عدة أفراد يعيشون في نفس المنزل ونسبة 9.4% كانت تتألف من شخص يعيش بمفرده يبلغ من العمر 65 عاماً أو أكثر. وبلغ متوسط حجم الأسرة المعيشية 2.65، أما متوسط حجم العائلات فبلغ 3.17.
بلغ العمر الوسطي للسكان 31.6 عاماً. وكانت نسبة 22.7% من القاطنين تحت سن الثامنة عشر، وكانت نسبة 10.1% بين الثامنة عشر والرابعة والعشرين عاماً، ونسبة 26.6% كانت واقعةً في الفئة العمرية ما بين الخامسة والعشرين والرابعة والأربعين عاماً، ونسبة 22% كانت ما بين الخامسة والأربعين والرابعة والستين، ونسبة 11.1% كانت ضمن فئة الخامسة والستين عاماً فما فوق. يوجد لكل 100 أنثى 107.5 ذكر، ويوجد لكل 100 أنثى في الثامنة عشر من عمرها فما فوق 107.5 ذكر.
بلغ متوسط دخل الأسرة في المنطقة السكنية 22,381 دولارًا، أما متوسط دخل العائلة فبلغ 26,118 دولارًا. وكان متوسط دخل الذكور 22,099 دولارًا مقابل 20,139 دولارًا للإناث. وسجل دخل الفرد الخاص بالمنطقة السكنية 11,887 دولارًا. وكانت نسبة 18.3% من العائلات ونسبة 23.2% من السكان تحت خط الفقر، وكان من هؤلاء نسبة 24.8% تحت سن الثامنة عشر ونسبة 25.8% في الخامسة والستين من العمر وما فوق.

### تعداد عام 2010
بلغ عدد سكان ساكسون 3,424 نسمة بحسب تعداد عام 2010، وبلغ عدد الأسر 1,102 أسرة وعدد العائلات 712 عائلة مقيمة في المنطقة السكنية. في حين سجلت الكثافة السكانية 561.3 نسمة لكل كيلومتر مربع (1,453.8/ميل2). وبلغ عدد الوحدات السكنية 1,352 وحدة بمتوسط كثافة قدره 221.6 لكل كيلومتر مربع (573.9/ميل2).
وتوزع التركيب العرقي للمنطقة السكنية بنسبة 45.65% من البيض و34.61% من الأمريكيين الأفارقة و1.43% من الأمريكيين الأصليين و0.96% من الأمريكيين ذوي الأصول الآسيوية و14.81% من الأعراق الأخرى و2.54% من عرقين مختلطين أو أكثر و22.43% من الهسبانيون أو اللاتينيون من أي عرق.
بلغ عدد الأسر 1,102 أسرة كانت نسبة 36.3% منها لديها أطفال تحت سن الثامنة عشر تعيش معهم، وبلغت نسبة الأزواج القاطنين مع بعضهم البعض 31.4% من أصل المجموع الكلي للأسر، ونسبة 22% من الأسر كان لديها معيلات من الإناث دون وجود شريك،  بينما كانت نسبة 11.3% من الأسر لديها معيلون من الذكور دون وجود شريكة وكانت نسبة 35.4% من غير العائلات. تألفت نسبة 28.2% من أصل جميع الأسر من عدة أفراد يعيشون في نفس المنزل ونسبة 9.3% كانت تتألف من شخص يعيش بمفرده يبلغ من العمر 65 عاماً أو أكثر. وبلغ متوسط حجم الأسرة المعيشية 2.71، أما متوسط حجم العائلات فبلغ 3.31.
بلغ العمر الوسطي للسكان 28.4 عاماً. وكانت نسبة 23.3% من القاطنين تحت سن الثامنة عشر، وكانت نسبة 22.5% بين الثامنة عشر والرابعة والعشرين عاماً، ونسبة 22.4% كانت واقعةً في الفئة العمرية ما بين الخامسة والعشرين والرابعة والأربعين عاماً، ونسبة 21.6% كانت ما بين الخامسة والأربعين والرابعة والستين، ونسبة 10.2% كانت ضمن فئة الخامسة والستين عاماً فما فوق. وتوزع التركيب الجنسي للسكان بنسبة 51.1% ذكور و48.9% إناث.